# Кулешовка (Подгоренский район)
Кулешовка — село в Подгоренском районе Воронежской области. Входит в состав Сергеевского сельского поселения.

## География
Село Кулешовка расположен в 6 км к юго-востоку от центра района — посёлка городского типа Подгоренский.

## Население
| 1900 | 2007 | 2009 | 2010 |
| ---- | ---- | ---- | ---- |
| 973  | ↘317 | ↘294 | ↘284 |